# Lazarevac (miasto Kruševac)
Lazarevac (cyr. Лазаревац) – wieś w Serbii, w okręgu rasińskim, w mieście Kruševac. W 2011 roku liczyła 558 mieszkańców.